# Bert Roach

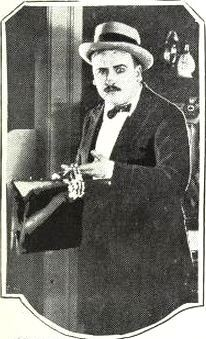
Bert Roach in dem Film The Black Bag (1922)

Bert Roach (* 21. August 1891 in Washington, D.C.; † 16. Februar 1971 in Los Angeles, Kalifornien) war ein US-amerikanischer Schauspieler.

## Leben und Karriere
Bert Roach begann seine Schauspielkarriere als Bühnendarsteller mit 17 Jahren in New York City. Er war Hauptdarsteller von Musikkomödien wie Louisina Lou und trat als Tenorsänger auf. Im Jahr 1914 begann er seine Filmkarriere bei den Keystone Studios von Mack Sennett. Mit seinem Übergewicht und einem überdimensionalen Schnauzbart in manchen seiner Rollen wurde er zu einem vielbeschäftigten Filmkomiker, vor allem in Kurzfilm-Komödien, ohne allerdings große Berühmtheit zu erlangen. In Sennetts Komödie Yankee Doodle in Berlin, einem US-Kriegspropagandafilm im Rahmen des Ersten Weltkrieges, war Roach als Paul von Hindenburg zu sehen.
In den 1920er-Jahren war Roach auch in einigen abendfüllenden Stummfilmen in wichtigen Nebenrollen zu sehen, mehrfach als jovial und komisch erscheinender Freund des Hauptdarstellers – am bekanntesten wohl als Kollege und Kumpel der tragischen Hauptfigur in dem Klassiker Ein Mensch der Masse von King Vidor. Roach gelang im Gegensatz zu vielen Stummfilmkollegen den Sprung in den Tonfilm Ende der 1920er-Jahre, doch im Verlaufe der 1930er- und 1940er-Jahre wurden seine Rollen stetig kleiner und unbedeutender. Als ängstlicher Zimmergenosse von Leon Ames’ Figur in dem Horrorfilm Mord in der Rue Morgue mit Bela Lugosi hatte Roach einen seiner bekanntesten Auftritte im Tonfilm. Mehrfach wurde er in kleinen Rollen als komischer Betrunkener besetzt.
Bis zu seinem letzten Film im Jahr 1951 trat Roach in über 350 Kinoproduktionen auf. Roach, der mit Gladys Marie Johnson verheiratet war, starb 1971 im Alter von 79 Jahren.

## Filmografie (Auswahl)
- 1914: Universal Ike Junior at the Dance of Little L.O. (Kurzfilm)
- 1919: Yankee Doodle in Berlin
- 1925: Zwei Personen suchen einen Pastor (Excuse Me)
- 1927: Tillie the Tailor
- 1928: Ein Mensch der Masse (The Crowd)
- 1928: Es tut sich was in Hollywood (Show People)
- 1928: Zwischen Frisco und der Mandschurei (Telling the World)
- 1929: Die letzte Warnung (The Last Warning)
- 1929: So Long Letty
- 1930: The Song of the Flame
- 1931: Arrowsmith
- 1931: The Bad Sister
- 1932: Luana (Bird of Paradise)
- 1932: Call Her Savage
- 1932: Schönste, liebe mich (Love Me Tonight)
- 1932: Mord in der Rue Morgue (Murders in the Rue Morgue)
- 1933: Eine Frau vergisst nicht (Only Yesterday)
- 1934: Der dünne Mann (The Thin Man)
- 1935: Goin’ to Town
- 1935: Ein Arzt für alle Fälle (Society Doctor)
- 1936: San Francisco
- 1936: Liebe vor dem Frühstück (Love Before Breakfast)
- 1936: Love on the Run
- 1936: Blinde Wut (Fury)
- 1937: Doppelhochzeit (Double Wedding)
- 1937: Finale in St. Petersburg (The Emperor's Candlesticks)
- 1937: Saratoga
- 1937: Fluß der Wahrheit (God's Country and the Woman)
- 1937: Mr. Moto und die Schmugglerbande (Think Fast, Mr. Moto)
- 1938: Vier Leichen auf Abwegen (A Slight Case of Murder)
- 1938: Der große Walzer (The Great Waltz)
- 1938: Mannequin
- 1938: Joy of Living
- 1938: Algiers
- 1939: Zum Verbrecher verurteilt (They Made Me a Criminal)
- 1939: Dünner Mann, 3. Fall (Another Thin Man)
- 1939: Mr. Moto und die Flotte (Mr. Moto’s Last Warning)
- 1939: Der Mann mit der eisernen Maske (The Man in the Iron Mask)
- 1940: Tödlicher Sturm (The Mortal Storm)
- 1941: Love Crazy
- 1941: In der Hölle ist der Teufel los! (Hellzapoppin')
- 1942: Meine Schwester Ellen (My Sister Eileen)
- 1942: Es waren einmal Flitterwochen (Once Upon a Honeymoon)
- 1942: Schatten am Fenster (Fingers at the Window)
- 1943: Hi Diddle Diddle
- 1943: Mardi Gras (Kurzfilm)
- 1944: Das Korsarenschiff (The Princess and the Pirate)
- 1944: Sensationen für Millionen (Sensations of 1945)
- 1945: Die Dame im Zug (Lady on a Train)
- 1946: Blonder Lockvogel (Decoy)
- 1946: Die seltsame Liebe der Martha Ivers (The Strange Love of Martha Ivers)
- 1946: Duell in der Sonne (Duel in the Sun)
- 1946: Zwei Sprengstoffverkäufer (Little Giant)
- 1947: Clara Schumanns große Liebe (Song of Love)
- 1947: Dick Tracy Meets Gruesome
- 1947: Pauline, laß das Küssen sein (The Perils of Pauline)
- 1951: Der große Caruso (The Great Caruso)
- 1951: Von Gier besessen (Inside Straight)
- 1951: Mississippi-Melodie (Show Boat)
- 1951: Verschwörung im Nachtexpress (The Tall Target)